# Gamera kontra Gyaos
Gamera kontra Gyaos (jap. 大怪獣空中戦 ガメラ対ギャオス Daikaijū kūchūsen: Gamera tai Gyaosu) – japoński film typu kaijū z 1967 roku w reżyserii Noriaki Yuasy. Trzeci film z serii o Gamerze.

## Fabuła
Gamerę przyciąga seria wybuchów wulkanów. Podczas budowy autostrady okazuje się ujawnia Gyaos, tajemniczy nietoperzopodobny stwór obudzony przez wulkaniczną erupcję. Gyaos podczas inwazji porywa lokalnego chłopca, który z opresji ratuje Gamera. Z pomocą naukowców próbują położyć kres zniszczeniom sianym przez Gyaosa.

## Obsada
- Kojirō Hongō – Keisuke Hirata
- Kichijiro Ueda – Tatsuemon Kanamura
- Reiko Kasahara – Sumiko Kanamura
- Naoyuki Abe – Eiichi Kanamura
- Taro Marui – Mite-no-Tetsu
- Yukitaro Hotaru – Hachikō
- Yoshiro Kitahara – dr Aoki
- Akira Natsuki – dowódca Sił Samoobrony
- Kenji Oyama – szef policji
- Fujio Murakami – dr Murakami
- Koichi Ito – dyrektor Road Corporation
- Teppei Endo – dyrektor Road Local Affairs
- Shin Minatsu – Mitsushige Okabe
- Teruo Aragaki – Gamera